# Saires-la-Verrerie
Saires-la-Verrerie é uma comuna francesa na região administrativa da Normandia, no departamento Orne. Estende-se por uma área de 7,97 km². Em 2010 a comuna tinha 314 habitantes (densidade: 39,4 hab./km²).